# Doctrina Jacobi nuper baptizati

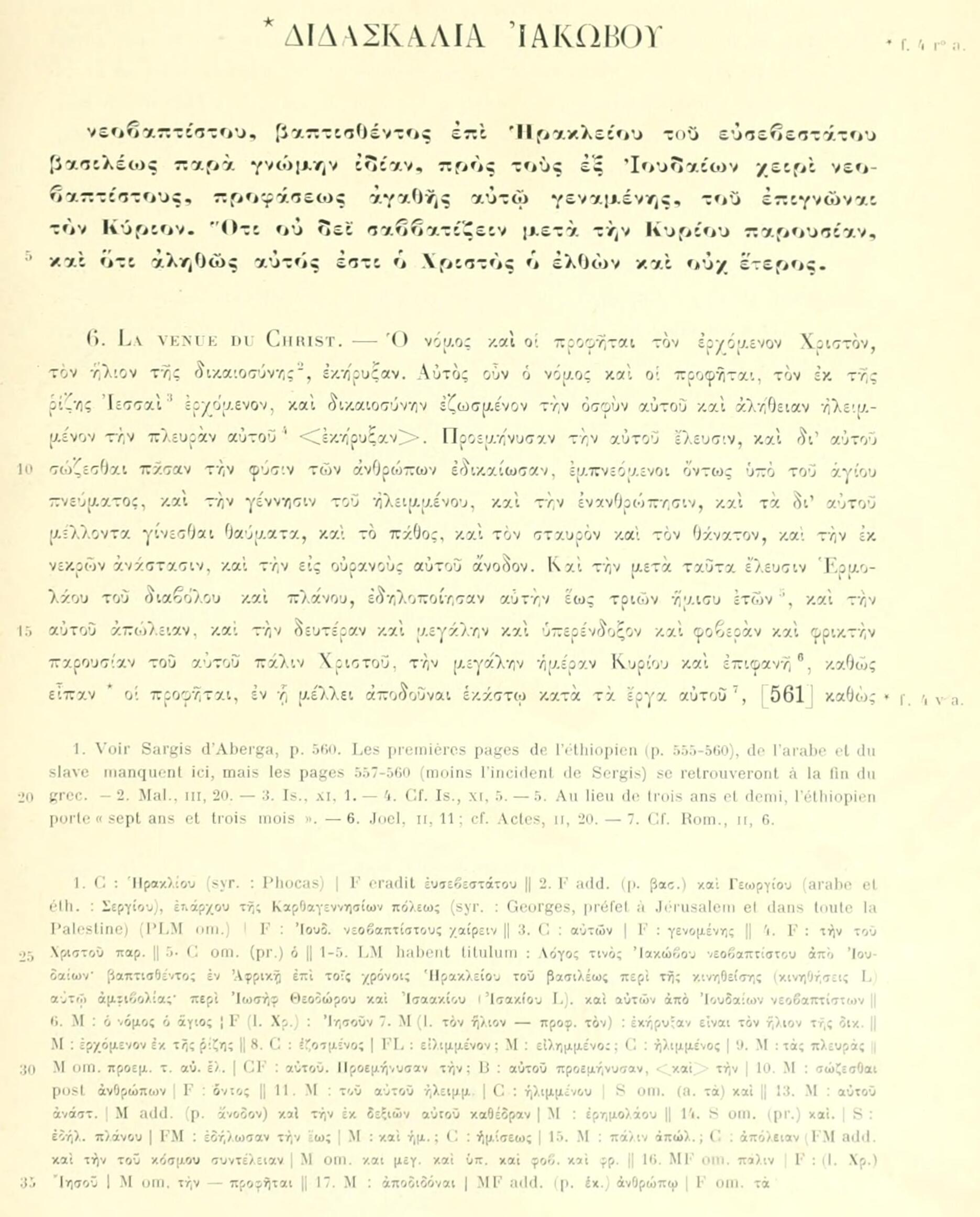
Edition grec de la Doctrina Jacobi de 1907, edité par François Nau.

La Doctrina Jacobi nuper baptizati (en latin : L'Enseignement de Jacob, nouvellement baptisé), connu aussi sous le titre Didascalie de Jacob, est un pamphlet apologétique chrétien, d'auteur inconnu, rédigé en grec, datant du VIIe siècle, et qui nous a été transmis sous une forme fortement altérée.

## Contenu
Le texte se présente comme le récit d'une discussion qui aurait eu lieu à Carthage, entre des Juifs, le 13 juillet 634. Le personnage principal, nommé Jacob, est originaire de Constantinople. Peu de temps auparavant, l'empereur Héraclius a promulgué un édit imposant à tous les Juifs de recevoir le baptême chrétien, édit appliqué à Carthage par un fonctionnaire nommé Georges l'Éparque ; Jacob a d'abord refusé d'obtempérer, mais il y a été forcé, puis il a été jeté en prison ; là, il a prié Dieu de lui indiquer si ce baptême avait été une bonne ou une mauvaise chose ; Dieu lui a répondu que rien de mieux n'aurait pu lui arriver, car Jésus est vraiment le Messie. Converti par cette révélation, Jacob s'emploie donc à convaincre d'autres Juifs de se rallier aussi au christianisme.
La Doctrina jacobi est aussi un texte important pour l’histoire du monde musulman car il contient de façon incidente un des tout premiers témoignages non-musulmans dont on dispose sur les conquêtes arabes des débuts de l’Islam :

« Mon frère Abraamès m'a écrit qu'un faux prophète est apparu. Lorsque le Candidat fut tué par les Saracènes, j'étais à Césarée - me dit Abraamès -, et j'allais en bateau à Sykamina ; on disait : Le Candidat a été tué ! Et nous les juifs, nous étions dans une grande joie. On disait que le prophète était apparu, venant avec les Saracènes, et qu'il proclamait l'arrivée du Christ Oint qui allait venir. Et moi (Abraamès), étant arrivé à Sykamina, je m'arrêtai chez un ancien très versé dans l'Écriture, et je lui dis : 'Que me dis-tu du prophète qui est apparu avec les Saracènes ?' Et il me répondit en gémissant profondément : 'C'est un faux prophète : les prophètes viennent-ils armés de pied en cap ? Vraiment, les évènements de ces derniers temps sont des œuvres de désordre, et je crains que le premier Christ qui est venu, celui qu'adorent les chrétiens, ne soit bien l'envoyé de Dieu, tandis que nous nous apprêtions à recevoir Hermolaos à la place. Isaïe disait en effet que les juifs auraient un cœur perverti et endurci jusqu'à ce que toute la Terre soit dévastée. Mais Abraamès, renseigne-toi sur ce prophète qui est apparu. Et moi, Abraamès, ayant poussé l'enquête, j'appris de ceux qui l'avaient rencontré qu'on ne trouve rien d'authentique dans ce prétendu prophète : il n'est question que de massacres. Il dit aussi qu'il détient les clés du paradis, ce qui est incroyable. »

## Commentaires académiques

### Sur le texte dans son ensemble
« Sa mise en scène romanesque et son scénario stéréotypé ne prédisposent guère en sa faveur, mais la lecture révèle une date (13 juillet 634) qui, même si elle est un peu arrangée, n’est nullement fictive, la biographie d’un héros, un solide ancrage dans une géographie méditerranéenne et dans un milieu de Juifs palestiniens commerçant en Afrique, enfin une quantité d’événements saisis à chaud, sur la portée desquels on s’interroge. »
« Ce document a un aspect fascinant : même s' il s'agit manifestement de la représentation chrétienne d'un dialogue entre juifs qui n'a certainement jamais eu lieu sous cette forme, le texte témoigne néanmoins à plusieurs endroits d'une connaissance intime des habitudes et de la vie des Juifs sous la domination byzantine dans la première moitié du VIIe siècle. »

### Sur le passage sur l'islam
« L’une des toutes premières traces des troubles en Arabie se trouve dans le texte apologétique grec intitulé Doctrina Jacobi (« l’enseignement de Jacob ») supposément écrit en Afrique en juillet 634. »
« Mais ce qu'il y a de vraiment étonnant dans la Doctrina c'est qu'elle rapporte que le Prophète prêchait l'avènement de l’«Oint qui allait venir». Cela veut dire que le cœur du message du Prophète, dans le premier témoignage dont nous disposons en dehors de la tradition islamique, apparaît comme le messianisme judaïque. »,

## Datation
Quant à la datation de la Doctrina Jacobi, on la situe généralement dans les années immédiatement postérieures à 634 (ce qui en ferait le plus ancien témoignage textuel de la naissance de l'Islam et de la conquête musulmane avec les écrits du patriarche Sophrone de Jérusalem, dont le prêche de Noël 634, où il déplore l'impossibilité cette année-là de se rendre en pèlerinage de Jérusalem à Bethléem du fait de la présence dans le pays d'Agarènes, de Saracènes, d'Ismaëlites qui sèment la terreur et la notice sur la victoire arabe de Gaza (634) dans la Chronica minora ; cependant certains historiens [réf. nécessaire] tiennent la Doctrina pour plus tardive de plusieurs décennies, et la situation du dialogue en 634 pour purement fictive. D'autre part, on débat sur le point de savoir si ce texte a été écrit à Carthage ou plutôt, selon de nombreux auteurs[Lesquels ?], en Palestine.

## Diffusion
Il existe de ce texte des versions en syriaque, en arabe, en slavon et en guèze. Dans cette dernière langue, il s'agit plutôt d'une adaptation abrégée, intitulée Sargis d'Aberga (altération de « Georges l'Éparque ») : les discours argumentatifs ont été simplifiés et les allusions historiques inintelligibles dans le contexte du traducteur ont été éliminées.

## Éditions du texte
- « Doctrina Jacobi nuper baptizati » in G. Dagron et V. Déroche, Juifs et chrétiens dans l'Orient du VIIe siècle, Travaux et Mémoires, 11 (1991), 17-248, édition du texte grec avec une traduction française ; réédition dans Juifs et chrétiens en Orient byzantin, 2010
- Sylvain Grébaut, Ignazio Guidi (éd.), Sargis d'Aberga (Controverse judéo-chrétienne) (version guèze avec traduction française), coll. Patrologia Orientalis, vol. 3, fasc. 4, 1909.
- François Nau (éd.), La Didascalie de Jacob, original du Sargis d'Aberga (texte grec de la partie correspondant à la version guèze), coll. Patrologia Orientalis, vol. 8, fasc. 5, 1912.
- Sylvain Grébaut, Sargis d'Aberga, controverse judéo-chrétienne (fin) (texte guèze et traduction française), coll. Patrologia Orientalis, vol. 13, fasc. 1, 1919.

## Études sur le texte
- Walter E. Kaegi Jr., « Initial Byzantine Reactions to the Arab Conquest » in Church History, vol. 38, n° 2 (juin 1969), p. 139-149
- Patricia Crone et Michael Cook, Hagarism: The Making of the Islamic World, Cambridge University Press (1977)
- Robert G. Hoyland, « Seeing Islam As Others Saw It: A Survey and Evaluation of Christian, Jewish and Zoroastrian Writings on Early Islam » in Studies on Late Antiquity and Early Islam, Darwin Press Inc. (1998)
- Alfred-Louis de Prémare, Les Fondations de l'islam, édition du Seuil, 2002, p.148-150.